# Rilaena gruberi
Rilaena gruberi is een hooiwagen uit de familie echte hooiwagens (Phalangiidae).